# Gabriel Moyano
Gabriel Oscar Moyano Agüero (28 de julio de 1992; Godoy Cruz, Argentina) es un futbolista argentino. Juega de mediocampista en Boca del Bermejo de Mendoza

## Clubes
| Club              | País      | Año         |
| ----------------- | --------- | ----------- |
| Godoy Cruz        | Argentina | 2010 - 2012 |
| Andes Talleres    | Argentina | 2012        |
| Magallanes        | Chile     | 2013 - 2014 |
| Godoy Cruz        | Argentina | 2015 - 2016 |
| Huracán Las Heras | Argentina | 2016 - 2017 |
| Unión San Felipe  | Chile     | 2017        |